# Mirit Cohen
Mirit Cohen   (Unió Soviètica, 1945 - Nova York, 3 de maig de 1990) va ser un escultora i pintora israeliana d'origen rus. Cohen va residir a Nova York des del 1975. El 1990 es va suïcidar.

## Biografia
Manya Malka (més tard Mirit) Cohen) va néixer a Rússia en una família socialista i sionista. El seu pare, Haim Cohen, jueu polonès, va néixer a Łódź i va fugir durant la Segona Guerra Mundial a Rússia, on va conèixer la seva mare Rebecca. Després de la guerra, la seva família va emigrar a Palestina. Van ser deportats a un camp de detenció a Xipre. El 1948, després de l'establiment de l'estat d'Israel, la família es va instal·lar a Guivat Shmuel.
El 1956 Cohen va ser enviat a estudiar al Quibuts Kfar Masaryk. El 1958 va guanyar un concurs de dibuix juvenil al Japó. Tres anys més tard, Cohen va tornar amb els seus pares i va començar a assistir a l'escola secundària a Bené-Berac. Durant aquest període va ser activa en el moviment juvenil comunista de Pétah Tiqvà. Durant els darrers anys a l’institut va assistir a l'escola secundària Hadash de Tel-Aviv.
Després del seu servei militar, Cohen va treballar com a dependenta a l’Institut d’Exportació d’Israel al departament de tèxtils i moda. El 1968 va estudiar a l’Institut d'Art i Disseny d'Avni amb Yehezkel Streichman. El 1969 es va inscriure a l'escola de dibuix i art "Midrasha" de Tel-Aviv.
A principis dels vuitanta es va casar durant poc temps amb Michael Dissent. Sota la influència de l'LSD, Cohen va experimentar un atac psicòtic i va ser hospitalitzada a Bat Yam.
El 1990, Cohen es va suïcidar saltant d'un edifici de Nova York. Va ser enterrada al cementiri jueu del districte de Queens.

## Carrera artística
El 1972 Cohen va fer la seva primera exposició a la galeria Dugit de Tel-Aviv. El 1974 la comissària israeliana Yona Fisher va comprar algunes de les seves obres per al Museu d'Israel a Jerusalem.
A la primavera de 1975 Cohen va guanyar una beca de la America-Israel Cultural Foundation. Amb l'ajut d'aquesta beca, va estudiar a l’Escola d'Arts Visuals de Nova York el 1975 - 1977, i després va continuar vivint als Estats Units.

## Educació
- 1977 Es va graduar a l'Escola d'Arts Visuals de la ciutat de Nova York, EUA.
- 1971 Es va graduar al Teachers College of Art, Ramat Hsharon, Israel
- 1968 Va estudiar a l'Avni Art Institute amb Yehezkel Streichman, Tel-Aviv, Israel
- 1967 Es va graduar al Kalisher Art College, Tel-Aviv, Israel